# Aska (groupe)
Pour les articles homonymes, voir Aska.
Aska (stylisé ASKA) est un groupe américain de heavy et power metal, originaire de Dallas, au Texas.

## Histoire
Le groupe est formé en 1990 à Dallas-Fort Worth, au Texas. En 1992, ASKA commence à tourner pour l'United States Department of Defense jusqu'en 2000. Le line-up du groupe en 1990 comprend Darren Knapp, Damon Call, George Call, et Lamberto Alvarez.
Aska joue dans des festivals américains de rock metal tels que Rocklahoma, ainsi que dans des festivals étrangers tels que le 12e festival annuel Keep It True en Allemagne. En 2011, le groupe a tourné dans 37 pays.
ASKA compte six albums studio. 

## Discographie
- 1991 : Aska
- 1994 : Immortal
- 1997 : Nine Tongues
- 2000 : Avenger
- 2007 : Absolute Power
- 2013 : Fire Eater
- 2024 : Knight Strike